# 볼트 유로파
볼트 유로파(Volt Europa), 줄여서 볼트(Volt)는 친유럽주의, 유럽 연방주의 성향의 범유럽 운동 또는 정당이다. 유럽 연합 회원국들과 일부 비회원국에서 볼트라는 이름을 달고 활동하는 국가별 정당들로 이루어져 있으며, 사실상 범유럽 정당으로 기능하나 공식 등록 기준을 충족하지는 않았다.
국가로서의 유럽 합중국 수립, 유럽군의 창설, 유럽의 경제적 통합, 원자력 발전소 증설 등을 주장한다. 스스로 중도주의 단체를 지향한다.